# Абдула Салиу
Абдула Салиу (на албански: Abdulla Saliu, на македонска литературна норма: Абдула Салиу) е икономист и политик от Северна Македония от албански произход.

## Биография
Роден е на 4 септември 1960 година в Скопие, Федеративна народна република Югославия. Завършва Икономическия факултет на Прищинския университет. На 15 юли 2020 година е избран за депутат от Алианс за албанците в Събранието на Северна Македония.
През февруари 2021 година Салиу предизвиква скандал на граничния пункт Блаце като с автомобила си изпреварва опашката от коли по тротоара и крещи на северномакедонските полицаи, че не може да чака, тъй като е депутат.